# Gran Premio Ciclista La Marsellesa 2024
La 45.ª edición de la clásica ciclista Gran Premio Ciclista La Marsellesa fue una carrera en Francia que se celebró el 28 de enero de 2024 con inicio y final en la ciudad de Marsella sobre un recorrido de 167,5 kilómetros.
La carrera formó parte del UCI Europe Tour 2024, calendario ciclístico de los Circuitos Continentales UCI, dentro de la categoría 1.1 y fue ganada por el luxemburgués Kevin Geniets del Groupama-FDJ. Completaron el podio, como segundo y tercer clasificado respectivamente, los franceses Alex Baudin del Decathlon AG2R La Mondiale y Kévin Vauquelin del Arkéa-B&B Hotels.

## Equipos participantes
Tomaron parte en la carrera 20 equipos: 5 de categoría UCI WorldTeam, 9 de categoría UCI ProTeam y 6 de categoría Continental. Formaron así un pelotón de 140 ciclistas de los que acabaron 127. Los equipos participantes fueron:
| WorldTeams (5)- Alpecin-Deceuninck - Arkéa-B&B Hotels - Cofidis - Decathlon-AG2R La Mondiale - Groupama-FDJ ProTeams (9)- Bingoal WB - Caja Rural-Seguros RGA - Corratec-Vini Fantini - Equipo Kern Pharma - Lotto Dstny - Team Flanders-Baloise - TotalEnergies - Tudor Pro Cycling Team - Uno-X Mobility Equipos continentales (6)- Beltrami TSA-Tre Colli - CIC U Nantes Atlantique - Nice Métropole Côte d'Azur - Philippe Wagner-Bazin - Saint Michel-Mavic-Auber 93 - Van Rysel-Roubaix |
| |

## Clasificación final
- La clasificación finalizó de la siguiente forma:[3]

| \| Clasificación general \| Clasificación general \| Clasificación general \| Clasificación general \| Clasificación general \| \| Ciclista \| Ciclista \| Equipo \| Tiempo \| \| \| --------------------- \| --------------------- \| -------------------------- \| --------------------- \| --------------------- \| \| 1.º \| Kevin Geniets \| Groupama-FDJ \| 4 h 07 min 52 s \| \| \| 2.º \| Alex Baudin \| Decathlon-AG2R La Mondiale \| + 0 s \| \| \| 3.º \| Kévin Vauquelin \| Arkéa-B&B Hotels \| + 10 s \| \| \| 4.º \| Pierre Gautherat \| Decathlon-AG2R La Mondiale \| + 1 min 14 s \| \| \| 5.º \| Pau Miquel \| Equipo Kern Pharma \| + 1 min 14 s \| \| \| 6.º \| Quentin Pacher \| Groupama-FDJ \| + 1 min 14 s \| \| \| 7.º \| Jenno Berckmoes \| Lotto Dstny \| + 1 min 14 s \| \| \| 8.º \| Eduard Prades \| Caja Rural-Seguros RGA \| + 1 min 14 s \| \| \| 9.º \| Matteo Trentin \| Tudor Pro Cycling Team \| + 1 min 14 s \| \| \| 10.º \| Damien Girard \| Nice Métropole Côte d'Azur \| + 1 min 14 s \| \| |                  |                            |                 |
| |                  |                            |                 |
| Fuente: ProCyclingStats |                  |                            |                 |
| Clasificación general |                  |                            |                 |
| Ciclista | Ciclista         | Equipo                     | Tiempo          |
| 1.º | Kevin Geniets    | Groupama-FDJ               | 4 h 07 min 52 s |
| 2.º | Alex Baudin      | Decathlon-AG2R La Mondiale | + 0 s           |
| 3.º | Kévin Vauquelin  | Arkéa-B&B Hotels           | + 10 s          |
| 4.º | Pierre Gautherat | Decathlon-AG2R La Mondiale | + 1 min 14 s    |
| 5.º | Pau Miquel       | Equipo Kern Pharma         | + 1 min 14 s    |
| 6.º | Quentin Pacher   | Groupama-FDJ               | + 1 min 14 s    |
| 7.º | Jenno Berckmoes  | Lotto Dstny                | + 1 min 14 s    |
| 8.º | Eduard Prades    | Caja Rural-Seguros RGA     | + 1 min 14 s    |
| 9.º | Matteo Trentin   | Tudor Pro Cycling Team     | + 1 min 14 s    |
| 10.º | Damien Girard    | Nice Métropole Côte d'Azur | + 1 min 14 s    |

## Ciclistas participantes y posiciones finales
Convenciones:
- AB-N: Abandono en la etapa "N"
- FLT-N: Retiro por llegada fuera del límite de tiempo en la etapa "N"
- NTS-N: No tomó la salida para la etapa "N"
- DES-N: Descalificado o expulsado en la etapa "N"

## UCI World Ranking
El Gran Premio Ciclista La Marsellesa otorgó puntos para el UCI World Ranking para corredores de los equipos en las categorías UCI WorldTeam, UCI ProTeam y Continental. Las siguientes tablas son el baremo de puntuación y los diez corredores que obtuvieron más puntos:
| Posición              | 1.º | 2.º | 3.º | 4.º | 5.º | 6.º | 7.º | 8.º | 9.º | 10.º | 11.º | 12.º | 13.º-15.º | 16.º-25.º |
| Clasificación general | 125 | 85  | 70  | 60  | 50  | 40  | 35  | 30  | 25  | 20   | 15   | 10   | 5         | 3         |

| Clasificación |                  |                            |        |
| Posición      | Ciclista         | Equipo                     | Puntos |
| ------------- | ---------------- | -------------------------- | ------ |
| 1.º           | Kevin Geniets    | Groupama-FDJ               | 125    |
| 2.º           | Alex Baudin      | Decathlon AG2R La Mondiale | 85     |
| 3.º           | Kévin Vauquelin  | Arkéa-B&B Hotels           | 70     |
| 4.º           | Pierre Gautherat | Decathlon AG2R La Mondiale | 60     |
| 5.º           | Pau Miquel       | Kern Pharma                | 50     |
| 6.º           | Quentin Pacher   | Groupama-FDJ               | 40     |
| 7.º           | Jenno Berckmoes  | Lotto Dstny                | 35     |
| 8.º           | Eduard Prades    | Caja Rural-Seguros RGA     | 30     |
| 9.º           | Matteo Trentin   | Tudor                      | 25     |
| 10.º          | Damien Girard    | Nice Métropole Côte d'Azur | 20     |